# 争分夺秒 (节目)
《争分夺秒》，是美国NBC原创，授权东方卫视制作的游戏节目。由袁成杰主持，2013年9月18日起每周三晚22:00于东方卫视播出。游戏要求参赛者用日常家庭用品完成游戏比赛，比赛共10关，每关规定时间60秒，每轮获胜，即可获得相应梦想基金和奖品。

## 节目概要

### 目前（第8集起）节目赛制
| 关卡 | 奖金      |
| ---- | --------- |
| 一   | ￥1,000   |
| 二   | ￥3,000   |
| 三   | ￥5,000   |
| 四   | ￥8,000   |
| 五   | ￥10,000  |
| 六   | ￥20,000  |
| 七   | ￥30,000  |
| 八   | ￥50,000  |
| 九   | ￥80,000  |
| 十   | ￥100,000 |

经节目组甄选的一组（2人）选手，要挑战10个60秒内完成的游戏，游戏的难度将逐关递进，每完成1关的游戏，即可获得奖金树（如右所示）中该关对应的奖金；完成全部10个游戏即可获得人民币10万。
每组选手拥有3条“生命”（life），若未在60秒内完成游戏(部分游戏需2人均参加)，则损失1条“生命”。3条“生命”全部损失则游戏结束，参赛者可领取上一级保险关（safe line，粗体所示）的奖金或无任何奖金（未通过第五关保险关时）离场。
参赛者完成游戏后，可选择继续或者携已获得奖金离开。

### 1—7集规则
根据美国版Head-To-Head赛制改编，分为两部分：
- 对抗赛：共五关，每一关两队选手（每队两人）分别派出一人挑战，最先完成游戏或完成次数最多的队伍得一分，最后总成绩最好的一队获得对方的所有奖品（奖品采用累计制）及参加通关赛的机会。如果某个队获得的分数超过对方对抗赛理论上还能达到的分数，则对抗赛提前结束。
  - 注意：如果在对抗赛部分双方均未能在60秒内完成游戏，则判双败，双方均损失一次机会（节目称“生命值”/“life”）。
- 通关赛：获胜的队伍将从第六关开始单独比赛，依次冲击后五关的大奖。

特别注意：如果任何一方三次机会全部耗尽，则该队将被淘汰。

#### 奖品（奖金）设置
| 关卡 | 金额                                |
| ---- | ----------------------------------- |
| 六   | ￥20,000                            |
| 七   | ￥30,000或等值单反相机              |
| 八   | ￥50,000                            |
| 九   | ￥80,000                            |
| 十   | ￥100,000或 价值￥110,000轿车使用权 |

- 第1—5关（对抗赛）的奖品价值依次递增。有别于美国原版的节目，前五关的奖品将累计，但输掉比赛的一方将空手而归。
- 第6—10关是通关赛，奖金（节目称“梦想基金”）如表所示，但是，和原版一样，奖金不会累计。其中，第八关是安全关或保险关（原版称Safe Line，或者Milestone，香港版本称之为“保险线”），通过该关卡后可至少获得前边赢得的所有奖品以及该关奖金。在此之前，若选手耗尽三次机会（节目称“生命值”/“life”），则游戏结束，选手携已获得的奖品及奖金（通过第八关时，5万元）离开现场。如果选手在打开当关游戏内容之前选择退出游戏，则可带走上一个游戏结束后的奖金（奖品）。

但是，如果对抗赛结束时游戏还未到达第五关，则选手需用剩下的机会完成至第五关，才能带上前面赢得的所有奖品离开现场，且不会消失。否则，如果未完成第五关，则选手即使获胜也将空手而归。

### 特例

#### 特例之一
10月2日播出的节目和10月9日、16日节目的下半场中，经过5局3胜的比赛后，选手不是直接从第六关开始进行通关赛，而是选择是否直接挑战第十关。如果选择离开，选手可带着前五关得到的奖品和三万元奖金离开现场；反之，如果选择挑战第十关游戏，挑战成功的话，选手可带走一辆轿车的使用权；但如果挑战失败，只能带走前五关的奖品，三万元“梦想基金”将被没收。

#### 特例之二
自11月13日第八期节目开始，每期节目都会有一位现场观众有幸挑战第十关卡的游戏。如果成功，他（她）将赢得奖金十万元。
但是，这位被选中的观众只有一次机会，如果失败将空手而回。
这个单元在东方卫视《争分夺秒》的新浪微博发布的宣传片中出现过，但截至目前，这个环节还未在节目中亮相。

## 曾在节目中出现的游戏
以下均以东方卫视版本为准，依照节目中该游戏首次出现的时间顺序排列。游戏难度及其他要素可随关卡难度调整。所示英文名为这个游戏在原版《Minute to Win It》的游戏名称。
注：某些关卡在五局三胜的游戏结束后立即出现，而非出现在第六关及其以后，均并入对抗赛的部分出现的游戏内容中。如果同一个游戏在同一阶段有多级难度，则只列出一次，且为这个游戏首次在该节目中出现的难度。
红色：截至目前未能成功的游戏。

### 第一至七集对抗赛中出现的游戏
- - 眩晕木乃伊（Dizzy Mummy）
  - 气球大风吹（This Blows）
  - 魔毯滑行（Magic Carpet Ride）
  - 接球神桶（Bucket Head）
  - 铅笔弹弹（Speed Eraser）（八次）
  - 叠紧胶杯（Stack Attack）
  - 头头是道（Bobblehead）
  - 缠棉游戏（Nose Dive）
  - 纸龙飞舞（Paper Dragon）
  - 二人缠棉（Holiday Hustle）
  - 床单滚滚（Human Burrito）
  - 吸管排排糖（Suck It Up）
  - 翻转盖子（Flip Your Lid）
  - 衣架连连看（Hang Over）
  - 泡泡高飞（Mega Bubble）
  - 疯狂摇头（Mad Dog）
  - 打鼹鼠（Whack Attack）
  - 扭扭捏捏（Junk In the Trunk）
  - 连锁反应（Bouncer）（单人，十一次）
  - 投匙入杯（Stay on Key）
  - 杯上杯下（Movin' on Up）
  - 捕获葡萄（Scary Cherry）
  - 滚蛋贴纸（Sticker Picker Upper）
  - 分分心焦（Separation Anxiety）
  - 神龙摆尾（Bottoms Up）
  - 顶头大热（Baby Blockin'）
  - 许愿池（Ker-Plink! Or Plunk!）
  - 月饼独角兽（Chocolate Unicorn）
  - 乒乓接龙（Puddle Jumper）
  - 果酱粘球（Sticky Situation）（三次）
  - 鸡蛋塔（Egg Tower）
  - 牙医帽帽（Dental Cap）
  - 钓竿上头（Fish Head）
  - 功夫足球（Kick-off）
  - 倒转金字塔（Candelier）
  - 我是神枪手（Sharp Shooter）（射中三张A）
  - 过桥拉尺（Go the Distance）
  - 伞兵空降（Drop Zone）
  - 玻璃之路（Glass Road Trunker）
  - 愤怒的小鸟（Rapid Fire）
  - 东倒西歪（Tipsy）
  - 超级海象（Walrus）
  - 粘粘神球（Sticky Balls）
  - 五级浮台（Floatacious）
  - 面条准备好（Ready Spaghetti）
  - 运转曲奇（Face the Cookie）
  - 滚蛋游戏（Egg Roll）
  - 转币高手（Spin Doctor）
  - 疯狂跷跷板（Field Goal）
  - 苹果叠罗汉（Johnny Applestack）
  - 小孩撒娇（Temper Tantrum）（2个计步器总计数字大者胜）
  - 骰骰相关（A Bit Dicey）
  - 灯泡蛋蛋（Bulb Balance）
  - 抽筋擒拿手（Back Flip）
  - 宝贝拨浪鼓（Baby Rattle）

### 通关赛中出现的游戏
备注：第一至五关所列游戏是本节目第八集开始出现的游戏，与前述游戏重复的，在这里再次列入。后五关游戏涵盖全季节目出现的所有对应关卡的游戏。
如果同一个游戏的同一难度在一级或多级关卡中反复出现，则只按其首次出现的关卡列入这个清单中。“？？？？”表示这个游戏存在于节目宣传片中，但还未在正式节目中播出。多级难度的分开列入本清单。
- 第一关：（一千元）
  - 缠绵驯鹿（Reindeer Nose Dive）
  - 糖球飞碟（Flying Gumball Saucers）
  - 风车自由转（Roll with It）
  - 手震脚震（Nervous Nelly）
- 第二关：（三千元）
  - 面条大战（Noodling Around）
  - 缠棉游戏（Nose Dive）
  - 魔毯滑行（Magic Carpet Ride）（绕场一周）
- 第三关：（五千元）
  - 扭扭捏捏（Junk in the Trunk）（10个球）
  - 罐头天线（Cantenna）
  - 穿针引线（By A Thread）
  - 气球大风吹（This Blows）
- 第四关：（八千元）
  - 室内弹弓（Office Fling）
  - 侧耳倾听（Play It by Ear）
  - 危险刷牙（Brush with Danger）
  - 分分心焦（Separation Anxiety）
- 第五关：（保险关，一万元）
  - 空中飞球（Defying Gravity）
  - 勺子跳跳（Spoon Frog）
  - 三盘连跳（Triple Pong Plop）
  - 雪花飘飘（Keep It Up）
- 第六关：（二万元）
  - 活火熔城（Volcano）
  - 办公室网球（Office Tennis）
  - 冲力射鞋（Shoe Fly Shoe）（两次）
  - 环环相扣（Hoop de Loop）
  - 隐蔽陷阱（Booby Trap）
  - 弹指神功（Raisin the Bar）（十次机会需成功三次）
  - 撞板乒乓（On the Rebound）（三个篮筐各进一个）
  - 蒙眼找球（Blind Ball）
  - 爱拼才会赢（Breakfast Scramble）（双人同时完成一张图的拼图任务）
  - 峡谷搭桥（Bridge the Gap）
  - 连锁反应（Bouncer）（双人游戏，共需26次）
- 第七关：（三万元）
  - 连锁反应（Bouncer）（双人游戏，共需28次）
  - 疯狂立方体（High Roller）
  - 浴巾甩甩球（Whipper Snapper）
  - 蜻蜓高飞（Propeller Head）
  - 我是神枪手（Sharp Shooter）（射中四张A）
  - 大象进行曲（Elephant March）
  - 气势磅礴（Deck the Balls）
  - 危险螺母（Oh Nuts!）
- 第八关：（保险关，五万元）
  - 铅笔弹弹（Speed Eraser）（十二次）
  - 科学怪人（Frankenstein）
  - 棒棒糖狂欢（Lollipop）
- 第九关：（八万元）
  - 马蹄游戏（Horseplay）
  - 双龙出海（Double Trouble）
- 第十关：（头奖，十万元）
  - 上坡作战（Uphill Battle）（[1]）
  - ？？？？（Supercoin）（玩法见前文“特例之二”，目前只出现在其宣传片中）

## 节目纪录
- 最高送出奖金（不含实物奖品）：80,000元；
- 最低送出奖金（不含实物奖品）：0元；
- 最高挑战成功关卡：第九关（80,000元），马蹄游戏（Horseplay），当期选手挑战成功后退出游戏。
- 最高尝试关卡：第十关（特别版，轿车使用权，价值110,000元），上坡作战（Uphill Battle），当期选手挑战失败。
- 最低未能成功的关卡：第五关，泡泡高飞（Mega Bubble），第二集上半场Bonbon组合挑战失败。
- 第一次平局：第一集下半场，第一关，头头是道（Bobblehead）。
- 年龄最小选手：第一季第9集选手刘杰，录影时10周岁。
- 停播记录：
  - 11月6日，因播出上海市某大型活动录像，本节目暂停播放一次。
  - 11月20日以后，因频道改版，本节目暂时停播，下季开播时间未定。

## 类似节目

### 重庆卫视《周末驾到：幸福来了》（无版权方正式授权）
《周末驾到》是重庆卫视2013年新推出的一个游戏竞技节目。自九月份以来，该节目推出新主题，即《周末驾到：幸福来了》，每周日在重庆卫视晚间档播出。节目主持人是周群和张朋。

#### 节目概要
该节目现在的主题中，选手将面临以下三个关卡的考验：
- 1.游戏限时赛——给定有顺序的三个游戏（某些游戏类似于甚至是抄袭自东方卫视《争分夺秒》和原版《Minute to Win It》），但是，选手有5分钟的时间来按给定的顺序完成这三个游戏。每个游戏结束时，选手须从身后滚动的传送带上拿取一样奖品并带入下一个游戏，直到三个游戏全部完成。
- 2.奖品保卫战——选手将面临一个“九宫格”，对应9个不同的游戏。选手一边必须在2分钟内完成游戏，一边得把尽可能多的奖品留在传送带上。如果选手无法完成游戏或奖品全被送到传送带外，则游戏结束，选手空手而归。

如果选手能在2分钟内完成游戏，则选手面对的情况如下：
| 奖品数量 | 选择权 | 要求                      | 下关失败可能要承担的后果 |
| -------- | ------ | ------------------------- | ------------------------ |
| 1        | 没有   | 直接带着所得奖品离场      | 不需继续游戏             |
| 2        | 有     | 带着全部2件奖品进入下一关 | 空手而归                 |
| 3        | 有     | 选手任选2件奖品带入下一关 | 带走未选的一件奖品       |

- 3.终极问答——主持人给选手3把可能开启奖品汽车的钥匙，选手须选择其一来开启汽车。如果能开启汽车，则选手需正确回答一道单项选择题，就能获得一辆轿车的十年使用权和前面获得的所有奖品。

#### 出局的可能情况
当以下情况之一发生时，选手将被迫离场，失去部分甚至全部已得奖品：
- “游戏限时赛”中未能在5分钟内完成全部游戏，选手空手而归；
- “奖品保卫战”中未能在2分钟内完成游戏，选手空手而归；
- 同样是“奖品保卫战”，奖品在倒计时归零前全部消失，则选手也是空手而归；
- “终极问答”中，如选手未能选中能开启大奖汽车的钥匙，或者选中所需的钥匙但不能正确回答选择题，则选手失去参与博弈的2件奖品。如果第二关卡选手还剩下3件奖品，选手可以带着未参加博弈的奖品离开现场。

#### 目前已知模仿或抄袭自《Minute to Win It》的游戏（不完全记录）
该节目不少游戏模仿甚至抄袭自原版《Minute to Win It》，以下列举部分：
- 第一部分，“游戏限时赛”中，游戏“三点一线”源自原版“Ping Tac Toe”，“弹指神功”源自原版“Rapid Fire”（东方卫视版“愤怒的小鸟”），“移动城堡”源自原版“Mad-Nutstacker”，等。
- 第二部分，“奖品保卫战”中，游戏“横扫千军”源自原版“Bottoms Up”（东方卫视版“神龙摆尾”），等。

其他类似甚至是抄袭的游戏，限于篇幅，不再赘述。